# Rémy Cabella
Rémy Cabella (* 8. března 1990 Ajaccio) je francouzský profesionální fotbalista, který hraje na pozici ofensivního záložníka či křídelníka za francouzský klub Lille OSC. V březnu 2022 ukončil smlouvu s ruským klubem FK Krasnodar. V roce 2014 odehrál také 4 zápasy v dresu francouzské reprezentace. Účastník Mistrovství světa 2014 v Brazílii.

## Klubová kariéra
Jeho otec byl trenér mládeže. Cabella začínal s fotbalem v malém korsickém klubu Gazélec Ajaccio, ve 14 letech přešel do akademie klubu Montpellier HSC, v jehož dresu vyhrál v roce 2009 mládežnickou vyřazovací soutěž do 19 let Coupe Gambardella po finálové výhře 2:0 na FC Nantes. V Montpellieru poté v červenci 2009 podepsal tříletou profesionální smlouvu, ale v září utrpěl zranění kolena a do konce sezony 2009/10 byl mimo hru. V sezoně 2011/12 vyhrál s Montpellierem Ligue 1. Následně se o něj zajímal anglický klub Newcastle United FC.
Sezonu 2010/11 strávil na hostování v AC Arles-Avignon.
V červenci 2014 přestoupil do anglického Newcastle United FC, kde podepsal smlouvu na 6 let. Koncem srpna 2015 odešel hostovat zpět do Francie do klubu Olympique de Marseille.

## Reprezentační kariéra
Rémy Cabella hrál za francouzskou reprezentaci U21.
Za francouzský národní A-tým debutoval 27. května 2014 v přátelském utkání na Stade de France proti Norsku. Šel do hry v 80. minutě za stavu 4:0 pro Francii, tímto výsledkem střetnutí skončilo.
Trenér Didier Deschamps jej vzal na Mistrovství světa 2014 v Brazílii, kam Francie postoupila z evropské baráže proti Ukrajině. Francouzi vypadli na šampionátu ve čtvrtfinále s Německem po porážce 0:1.